# Johannes Burchart VII
Johnannes Burchard VII (Burchard von Béllawary de Sycava) (1748 - 1808) fut le pharmacien de la ville de Tallinn en gouvernement d'Estonie de 1772 à 1808. 
Il est le fils du médecin-pharmacien Johannes Burchart VI. Lors de son baptême, son parrain fut le duc de Holstein-Beck. Il est éduqué à la maison royale de Weissenfels puis à Halle jusqu'en 1768. Il étudie ensuite la médecine à Halle, à Berlin puis à Leipzig où il est reçu docteur en 1772. Il revient la même année à Tallinn pour reprendre la pharmacie (Raeapteek) de ses ancêtres. Un examen passé à Saint-Pétersbourg lui donne le droit le 23 décembre 1784 de pratiquer la médecine dans tout l'empire et il est intégré à la noblesse russe.
Il est le père de Johannes Burchart VIII (1776-1836) et l'époux de Anna Dorothea von Schumacher d'Unnipicht (1730-1801), fille du scientifique d'origine alsacienne Johann Daniel Schumacher (1690-1761) et belle-sœur du général-gouverneur Peter von Stupischin. Cette dernière épouse en secondes noces le docteur Johann Amman, botaniste suisse distingué. 